# Libuchora
Libuchora (ukr. Либохора) – wieś w rejonie samborskim (wcześniej w rejonie turczańskim) w obwodzie lwowskim. Liczy około 2302 mieszkańców.
Miejscowość została założona w 1553 i początkowo nazywała się Oleksanka, na cześć jej zasadźcy, jednak później przejęła nazwę miejscowego potoku.
W 1921 liczyła około 2082 mieszkańców.

## Ważniejsze obiekty
- Cerkiew greckokatolicka
- Cerkiew greckokatolicka

## "Żywy skansen"
Libuchora bywa nazywana "żywym skansenem" ze względu na zachowane w dużej ilości ludowe budownictwo bojkowskie. We wsi, zwłaszcza w jej górnej części, wciąż spotkać można liczne tradycyjne chaty oraz budynki gospodarcze. Ta unikatowa zabudowa przetrwała z powodu silnej izolacji geograficznej rejonu Bieszczadów Wschodnich oraz niskiej dostępności komunikacyjnej wsi.

## Związani z Libuchorą
- Wasyl Mizerny – major UPA, który zginął tu podczas walk z oddziałami NKWD (24 sierpnia 1949).